# Janvier 1979

## Événements
- 1er janvier : 
  - Établissement de relations diplomatiques entre la Chine et les États-Unis. Washington reconnaît le gouvernement de Pékin comme l’unique gouvernement légal de la Chine : il n’y a qu’une Chine et Taïwan en fait partie. Le traité de sécurité mutuelle conclu avec l’île en 1954 est aboli.
  - Entrée en souveraineté du canton du Jura dans la Confédération suisse.
  - Auto-moto : départ de la première édition du rallye-raid Paris-Dakar. 200 participants, dix mille kilomètres (auto ou moto).

- 4 janvier : voyage de Deng Xiaoping aux États-Unis.
- 4 au 7 janvier : Conférence de la Guadeloupe avec les présidents français Valéry Giscard d'Estaing, américain Jimmy Carter, le Premier ministre britannique James Callaghan et le chancelier ouest-allemand Helmut Schmidt
- 5 janvier : dans les principales villes d'Iran, des centaines de milliers de manifestants se rassemblent pour exiger la démission du premier ministre Shapour Bakhtiar.
- 7 janvier : le gouvernement Pol Pot est renversé au Cambodge par l'offensive du Viêt Nam. Heng Samrin est nommé Premier ministre de la République populaire du Kampuchéa, nouveau nom officiel du Cambodge. Les Khmers rouges ne maîtrisent que les camps de réfugiés à la frontière avec la Thaïlande. Ils doivent leur survie politique à l’aide de la Chine et des États-Unis.

- 8 janvier : en Iran, des processions funéraires en l'honneur des manifestants morts lors des mois précédents ont lieu un peu partout. L'une d'entre elles, à Machhad, rassemble plus d'un demi-million de personnes.

- 12 janvier : Charan Singh, ministre indien de l’Intérieur, accuse publiquement le Premier ministre Morarji Desai de népotisme au début de l’année.
  - Troubles entre hindous et musulmans dans plusieurs États. Le RSS, bras temporel du Jan Sangh, est accusé d’en être l’instigateur.
  - Charan Singh démissionne pour protester contre l’attitude de Morarji Desai qu’il accuse de soutenir le Jan Sangh.

- 13 janvier : en Iran, plus de deux millions de personnes manifestent dans une trentaine de ville pour demander le retour de Khomeini, l'abdication du Chah et la démission de Bakhtiar.

- 16 janvier : départ pour l'exil du Chah d'Iran Mohammad Reza Pahlavi, atteint d’un cancer. Dans les rues d'Iran, des centaines de milliers de manifestants célèbrent son départ et demandent désormais l'abolition de la monarchie.
- 18 janvier : plusieurs élèves et étudiants sont massacrés sous le régime de l’Empereur Jean Bedel Bokassa
- 19 janvier : après que Khomeini ont appelé à un « référendum de la rue » pour décider de l'avenir de la monarchie et du gouvernement Bakhtiar, plus d'un million de personnes défilent rien qu'à Téhéran.
- 25 janvier, Robert Williams, un ouvrier de 25 ans travaillant à l'usine Ford de Flat Rock (Michigan), est la première personne à être tuée par un robot.

- 26 janvier, (Rallye automobile) : arrivée du Rallye de Monte-Carlo. Bernard Darniche remporte la course.

- 26 janvier - 1er février[1] : le pape Jean-Paul II visite le Mexique.
- 27 - 28 janvier : 28 personnes sont tuées à Téhéran pour avoir protesté contre la fermeture de l'aéroport (une manœuvre préventive du gouvernement Bakhtiar pour empêcher un retour en grande pompe de Khomeini).
- 27 janvier - 12 février : Troisième Conférence générale de l’épiscopat latino-américain et caribéen organisée par le Conseil épiscopal latino-américain (CELAM) à Puebla au Mexique. Les théologiens de la libération sont écartés des débats.

## Naissances
- 1er janvier : 
  - Brody Dalle, chanteuse australienne.
  - Fady El Khatib, basketeur libanais.
- 2 janvier :
  - Allessa, chanteuse allemande de schlager.
  - Erica Hubbard, actrice américaine.
- 5 janvier : Marta Wojtanowska, lutteuse polonaise.
- 6 janvier : Comte de Bouderbala, humoriste français et ancien international algérien de basket-ball.
- 7 janvier : Aloe Blacc, chanteur soul, rappeur et musicien  américain.
- 8 janvier : 
  - Ashraf Barhom, acteur palestinien.
  - Sarah Polley, actrice, productrice, réalisatrice et scénariste canadienne.
  - Windell D. Middlebrooks, acteur américain († 9 mars 2015).
- 10 janvier : Jawad El Hajri, footballeur marocain.
- 12 janvier :
  - Roland Haldi, snowboardeur suisse.
  - Marián Hossa, joueur de hockey sur glace professionnel slovaque.
  - Andre Hutson, basketteur américain.
  - Julien Kapek, athlète français
  - Romain Maillard, athlète français.
  - Gema Pascual, coureuse cycliste espagnole.
  - Jenny Schmidgall-Potter, joueuse de hockey sur glace américaine.
  - David Zabriskie, coureur cycliste américain.
- 14 janvier : Soprano, rappeur comorien du groupe marseillais Psy 4 De La Rime.
- 15 janvier : Andrea Barberi, athlète italien († 20 décembre 2023).
- 16 janvier : Aaliyah (Aaliyah Dana Haughton), chanteuse américaine († 25 août 2001).
- 17 janvier : Asbjørn Sennels, joueur de football danois († 9 juillet 2023).
- 18 janvier : 
  - Jay Chou, chanteur, musicien, auteur-compositeur, producteur de musique, réalisateur, scénariste, acteur.
  - Roberta Metsola, femme politique maltaise.
  - Leo Varadkar, homme politique irlandais.
- 20 janvier : Rob Bourdon, batteur du groupe de rock américain Linkin Park.
- 21 janvier : 
  - Judith Esseng Abolo, judokate camerounaise.
  - Jan-Willem Gabriëls, rameur néerlandais.
  - Zuzana Klimešová, joueuse de basket-ball tchèque.
  - Élodie Navarre, actrice française.
  - Brian O'Driscoll, joueur de rugby irlandais.
- 24 janvier : Jennifer Alden, actrice américaine.
- 25 janvier : Christine Lakin, actrice américaine.
- 26 janvier : 
  - Jesús Millán, matador espagnol.
  - Jean Pormanove, vidéaste web et streameur français († 18 août 2025).
- 27 janvier : Rosamund Pike, actrice britannique.
- 31 janvier : Daniel Tammet, savant autiste.

## Décès
- 5 janvier : Charlie Mingus, contrebassiste de jazz américain (° 22 avril 1922).
- 11 janvier : Daniel-Henry Kahnweiler, écrivain, collectionneur et marchand d'art.
- 19 janvier : Paul Meurisse, acteur français.
- 26 janvier : Nelson Aldrich Rockefeller, homme politique américain.
- 27 janvier : Victoria Ocampo, écrivaine, traductrice et éditrice argentine (° 7 avril 1890).
- 29 janvier : Reginald John Delargey, cardinal néo-zélandais, archevêque de Wellington (° 10 décembre 1914).
- 31 janvier : Grant Green, guitariste de jazz américain (° 6 juin 1935).